# Gen d'Hiroshima
Pour les articles homonymes, voir Gen.
Gen d'Hiroshima (はだしのゲン, Hadashi no Gen, littéralement Gen aux pieds nus) est un manga de Keiji Nakazawa publié entre 1973 et 1985 dans plusieurs périodiques japonais.
La publication du premier volume par Les Humanoïdes associés en 1983 fait de Gen d'Hiroshima l'un des premiers albums de bande dessinée japonais traduits en français, quatre ans après la publication par Rolf Kesselring du Vent du nord est comme le hennissement d'un cheval noir. La première traduction française intégrale a été publiée entre 2003 et 2017 par Vertige Graphic.

## Histoire

### Résumé
L'histoire retrace le parcours de la famille Nakaoka à Hiroshima, du printemps 1945 au printemps 1953 en se centrant sur le bombardement atomique du 6 août 1945. L'histoire est basée sur la propre expérience de l'auteur, survivant du bombardement où il perdit son père, sa sœur et son frère cadet.

### Développement
Nakazawa commence son histoire en montrant comment la famille de Gen est discriminée par ses voisins à cause du pacifisme de son père et de son opposition à la politique impériale.
Nakazawa couvre plusieurs années après Hiroshima afin de montrer les conséquences à long terme comme les maladies mortelles dues aux rayonnements radioactifs. Il insiste également sur les traumatismes de la société japonaise : rejet social des victimes de la bombe qui symbolise la défaite pour les Japonais, famines et pauvreté entraînant marché noir, criminalité organisée des yakuzas et orphelins délinquants.
Il critique vivement l'impérialisme et l'aveuglement des militaires, des entreprises et de l'empereur qui ont conduit à la guerre. Il s'attaque également à l'occupation américaine : étudiant comme des cobayes les victimes de la bombe, censurant les informations au sujet des conséquences de l'explosion...
Cette œuvre est souvent comparée à la bande dessinée américaine des années 1980 Maus, consacrée au génocide juif. L'auteur de celle-ci, Art Spiegelman, préfacier de l'édition américaine, a ainsi affirmé avoir été extrêmement marqué par Gen d'Hiroshima.
Mais Gen d'Hiroshima traite surtout du courage et de la nécessité de se reconstruire et de grandir après un drame. Nakazawa utilise la métaphore du blé tout au long de l'ouvrage : « Soyez comme ce blé, fort, même si vous vous faites piétiner… ».

## Analyse de l’œuvre

### Style
Le style de dessin de Keiji Nakazawa est relativement simple, mais "sa violence graphique" a révulsé le public occidental.

### Thèmes
Gen d'Hiroshima est une œuvre de large ampleur qui aborde beaucoup de thèmes différents:
- la bombe atomique
- la discrimination contre les Coréens, par l'intermédiaire du personnage du voisin M. Pak et de sa famille[2].
- la responsabilité de l'empereur et du système impérial[3].
- la frontière trouble entre le Bien et le Mal[4]
- le pacifisme
- la discrimination contre les hibakusha
- le rapport entre histoire et mémoire[5]
- les relations entre Américains et Japonais

### Notoriété au Japon
Gen d'Hiroshima est souvent utilisé dans les écoles du Japon pour parler des bombardements de Hiroshima et Nagasaki ; il est généralement disponible dans les bibliothèques scolaires, mais parfois, à cause des actes violents représentés, certaines restrictions sont mises en place pour les jeunes lecteurs. Le manga fut pourtant mal reçu lors de sa première parution : au bout d'un an, Jump interrompit sa publication, le manga présentant une vision trop négative du Japon tant durant la guerre (le père du héros est un pacifiste, haï par ses voisins, emprisonné, battu pour ses opinions. Le manga évoque les discriminations qui frappent les Coréens vivant au Japon, ainsi que la responsabilité de l’empereur dans le déclenchement de la guerre, sont également évoqués les massacres de Nankin) qu'après-guerre (corrompu, et où les survivants des bombardements sont ostracisés). Ainsi, les lecteurs japonais connaissent principalement le premier livre, qui se termine par la bombe atomique avec la vision de Japonais bombardés et pacifistes.
Comme les enfants le connaissent bien, il leur a parfois servi de point de référence après l'accident nucléaire de Fukushima en 2011.

## Manga

### Publication japonaise
En 1972, le rédacteur en chef des revues Jump Tadasu Nagano (ja) demande à ses auteurs d'écrire un récit autobiographique pour le numéro d'octobre de Monthly Shōnen Jump. Dans son histoire, Je l'ai vu (おれは見た, Ore wa mita), Nakazawa évoque pour la première fois son expérience directe du bombardement, alors qu'il s'était surtout intéressé à ses conséquences dans les années précédentes. Nagano, marqué par ce récit qui suscite par ailleurs des réactions positives chez les lecteurs, propose à Nakazawa d'en réaliser une version plus ambitieuse, ce que l'auteur s'empresse d'accepter.
Publié à partir de 1973 dans l'hebdomadaire à fort tirage Weekly Shōnen Jump, Gen d'Hiroshima est donc une version romancée de l'œuvre autobiographique Je l'ai vu (おれは見た, Ore wa mita) publiée l'année précédente.
Interrompue après un an et demi, la publication reprend ensuite dans trois magazines moins populaires : Shimin (1975-1976), Bunka Hyōron (1976-1980) et Kyōiku Hyōron (1952-1985), des revues nettement plus orientés politiquement, soutenues par le syndicat des enseignants, très à gauche, puis en volumes dès 1975. En tout, Gen d'Hiroshima compte environ 2600 planches.

### Publication française
L'éditeur suisse installé à Paris Rolf Kesselring avait commencé à publier des mangas en 1978 avec la revue spécialisée Le Cri qui tue puis en 1979 le premier album de bande dessinée japonaise traduit en français, Le vent du nord est comme le hennissement d'un cheval noir. Gen d'Hiroshima est cependant le premier manga publié en France au format album par un éditeur adulte important, Les Humanoïdes Associés, en 1983. C'est cependant un échec et la série n'est pas poursuivie. Une nouvelle tentative par Albin Michel en 1990 sous le titre de Mourir pour le Japon rencontre le même sort. Entre 2003 et 2007, Vertige Graphic traduit les dix volumes de l'édition japonaise. Une nouvelle édition sous forme de livre de poche a été réalisée de 2007 à 2011.
- Gen d'Hiroshima, Les Humanoïdes Associés, coll. « Autodafé », 1983.  (ISBN 2-7316-0214-7)
- Mourir pour le Japon, Albin Michel, 1990.  (ISBN 2-226-05152-X)
- Gen d'Hiroshima, Vertige Graphic :

1. Gen d'Hiroshima 1, 2003.  (ISBN 2-908981-63-7)
2. Gen d'Hiroshima 2, 2003.  (ISBN 2-908981-80-7)
3. Gen d'Hiroshima 3, 2004.  (ISBN 2-908981-86-6)
4. Gen d'Hiroshima 4, 2004.  (ISBN 2-908981-89-0)
5. Gen d'Hiroshima 5, 2004.  (ISBN 2-908981-91-2)
6. Gen d'Hiroshima 6, 2005.  (ISBN 2-908981-97-1)
7. Gen d'Hiroshima 7, 2005.  (ISBN 2-84999-015-9)
8. Gen d'Hiroshima 8, 2006.  (ISBN 2-84999-030-2)
9. Gen d'Hiroshima 9, 2006.  (ISBN 2-84999-036-1)
10. Gen d'Hiroshima 10, 2007.  (ISBN 2-84999-043-4)

- Gen d'Hiroshima, Vertige Graphic, format poche :

1. Gen d'Hiroshima 1, 2007.  (ISBN 978-2-84999-051-3)
2. Gen d'Hiroshima 2, 2007.  (ISBN 978-2-84999-057-5)
3. Gen d'Hiroshima 3, 2008.  (ISBN 978-2-84999-060-5)
4. Gen d'Hiroshima 4, 2008.  (ISBN 978-2-84999-063-6)
5. Gen d'Hiroshima 5, 2009.  (ISBN 978-2-84999-069-8)
6. Gen d'Hiroshima 6, 2009.  (ISBN 978-2-84999-074-2)
7. Gen d'Hiroshima 7, 2010.  (ISBN 978-2-84999-085-8)
8. Gen d'Hiroshima 8, 2010.  (ISBN 978-2-84999-087-2)
9. Gen d'Hiroshima 9, 2011.  (ISBN 978-2-84999-091-9)
10. Gen d'Hiroshima 10, 2011.  (ISBN 978-2-84999-096-4)

### Récompenses
- 2004 :  Prix Tournesol pour le tome 2
- 2006 :  Prix Max et Moritz de la meilleure publication de bande dessinée japonaise
- 2007 :  Prix Asie de l'ACBD lors de la remise des Japan Expo Awards à la Japan Expo.

## Adaptations

### Films live
Le manga a fait l'objet de trois adaptations cinématographiques en film live réalisées par Tengo Yamada : Hadashi no Gen en 1976, Hadashi no Gen: Namida no bakuhatsu  en 1977 et Hadashi no Gen part 3: Hiroshima no tatakai en 1980.

### Films d'animation
Deux films d'animation sont également sortis, Hadashi no Gen  en 1983, récompensé par le prix Noburō Ōfuji 1983, et Hadashi no Gen 2 en 1986, réalisés par Mamoru Shinzaki. Tous deux ont été produits par le studio Madhouse.
De nombreux éléments du récit original ont été gommés, pour des raisons de durée ou d'unité scénaristique du film. 
Dans le premier film, les deux frères aînés de Gen n’existent pas, et l’action est centrée sur la famille ainsi réduite. De même, si les opinions pacifistes du père sont évoquées, il n’est fait mention ni de son emprisonnement, ni de la haine des voisins. Tout ce qui concerne le contexte politique intérieur japonais a disparu, au profit de la vie de la famille Nakaoka.
Dans le second film, ce sont les enfants orphelins qui occupent la scène, au détriment des autres acteurs que sont les yakuzas et les troupes américaines. Plus étonnant, les tests subis par la mère de Gen auprès d’une institution médicale américaine – qui ne soignait pas les malades mais collectait des informations sur les répercussions de la bombe – sont passés sous silence.
C’est ainsi essentiellement le volet historique, surtout dans le second film, qui a été sacrifié, privant le récit original de sa complexité. La vie à Hiroshima est vue à travers quelques personnages, et non plus dans sa globalité. De même la violence, notamment faite aux enfants (un aspect sur lequel la BD insiste particulièrement) a été aseptisée. En revanche, l’épisode de la bombe est fidèlement reconstitué dans le premier film.